# Tupolev ANT-2
Tupolev ANT-2 byl sovětský celokovový jednomotorový dopravní letoun pro přepravu dvou cestujících s pevným záďovým podvozkem z 1. poloviny 20. let 20. století.

## Vývoj
První prototyp stroje vzlétl 26. května 1924 pilotován ing. N. I. Petrovem. Hornoplošník ANT-2 poháněl britský tříválec Bristol Lucifer o výkonu 74 kW, který roztáčel dvoulistou vrtuli.
Přestože k sériové výrobě nakonec nedošlo, v tehdejším SSSR se jednalo o průkopnický celokovový stroj, který dal základ výrobě moderních sovětských letounů. ANT-2 zůstal v majetku CAGI jako experimentální. Dochoval se v leteckém muzeu v Moninu u Moskvy.

## Hlavní technické údaje
- Osádka: 1
- Počet cestujících: 2
- Rozpětí: 10,5 m
- Délka: 7,6 m
- Výška: 2,1 m
- Nosná plocha: 17,89 m²
- Hmotnost prázdného stroje: 836 kg
- Maximální rychlost: 170 km/h
- Cestovní rychlost: 140 km/h
- Dostup: 3000 m
- Dolet: 750 km